# Michael Mann (irodalomtudós)

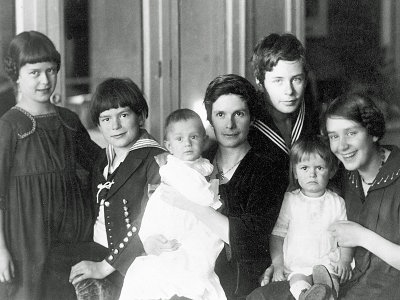
Katia Mann gyermekeivel 1919 körül (bal szélen áll Monika, mellette Golo, Michael édesanyja ölében, Klaus, Elisabeth és Erika)

Michael Thomas Mann (München, 1919. április 21. – Orinda, Contra Costa megye, Kalifornia, 1977. január 1.) német hegedű- és brácsaművész, irodalomtudós, Thomas Mann és Katharina Pringsheim hatodik gyermeke, becenevén Bibi.

## Élete
Középiskolai tanulmányait Münchenben kezdte, majd Neubeuernben folytatta. 1933-ban Zürichbe emigrált szüleivel. A Freie Gymnasiumban tanult, de fontosabb volt számára a zene, ezért beiratkozott a Zürichi Konzervatórium hegedű tanszakára.
Mivel tanárai egyöntetűen tehetségesnek tartották, apja magánórákat fizetett számára Rudolf Serkinnél. Michael követte szüleit az Egyesült Államokba. 1937-ben Párizsban tanult zenét. 19 évesen New Yorkban vette feleségül Gret Mosert, egy jómódú svájci zsidó család leányát. Michael nem akart szüleinél lakni, ezért Kaliforniába költöztek, ahol Henri Temianka tanítványa lett. Ő beszélte rá Michaelt, hogy „váltson brácsára, mert hegedűsből sok van”. 1942-ben a San Francisco Symphony (SFS)  hegedűse  lett, de párhuzamosan zeneelméletet és zenetörténetet tanult a város konzervatóriumában, és a témában előadásokat tartott, tanulmányokat publikált. Apja nagyon jó néven vette, hogy hivatásos művész lett, és gyakran kérte véleményét, sőt zeneelméleti kérdésekben segítségét is a Doktor Faustus írása közben.
1949-ben megvált a zenekartól és álmait követve szólókarriert kezdett az Egyesült Államokban és Európában. 1951-ben Yehudi Menuhin húgával, Yaltah Menuhin zongoraművésszel indult koncertkörútra, de személyes problémák miatt útjaik szétváltak. 1953-ban világ körüli hangversenykörútra indult egyedül, Japánban és Indiában is fellépett. 1957-ben, két évvel apja halála után hirtelen megszakította sikeres zenei pályafutását, és germanisztikát kezdett tanulni a Harvard Egyetemen. 1961-ben Heinrich Heine zenekritikai munkáiról írt disszertációjával szerezte meg a doktori címet. Visszaköltöztek Kaliforniába, és a Kaliforniai Egyetem német tanszékére került. Thomas Mann író fiát szívesen fogadták az intézményben. 1964-ben a német irodalom tanára lett. Érdeklődésének középpontjában Christian Friedrich Daniel Schubart költészete és a Sturm und Drang álltak.
1965-ben közreműködött a "Das Thomas-Mann-Buch. Eine innere Biographie in Selbstzeugnissen" kiadásában. 1975-ben kezdte meg a Naplók kiadásra történő rendezését. Már 1976-ban elkészítette az első változatot, ami azonban soha nem jelent meg. 1977-ben váratlanul meghalt alkohol és barbiturát keverék elfogyasztása után. Máig nem tisztázódott, hogy a halálos adagot véletlenül, vagy akarattal vette-e be, mert évek óta élt már nyugtató-és izgató szerekkel.
A házaspárnak két fia született az Egyesült Államokban, Fridolin és Anthony, és örökbe fogadtak egy indiai kislányt is, Rajut. Frido volt Mann kedvenc unokája, róla mintázta a Doktor Faustusban Nepomuk Schneidewein (Echo) alakját.

## Publikációi
- Heinrich Heines Musikkritiken
- Sturm-und-Drang-Drama. Studien und Vorstudien zu Schillers Räubern
- Schuld und Segen im Werk Thomas Manns
- Fragmente eines Lebens. Lebensbericht und Auswahl seiner Schriften (posztum)